# Vóthon
Vóthon (Vothonas) är en ort i Grekland.   Den ligger i prefekturen Nomarchía Anatolikís Attikís och regionen Attika, i den sydöstra delen av landet, 28 km nordost om huvudstaden Aten. Vóthon ligger 282 meter över havet och antalet invånare är 177.
Terrängen runt Vóthon är huvudsakligen kuperad, men åt sydväst är den platt. Runt Vóthon är det ganska tätbefolkat, med 100 invånare per kvadratkilometer. Närmaste större samhälle är Acharnes, 19,3 km sydväst om Vóthon. Trakten runt Vóthon består till största delen av jordbruksmark.